# 健民少年団
健民少年団（けんみんしょうねんだん）とは、日本全国規模の青少年活動の名称である。

## 発祥
1950年（昭和25年）、戦後の混乱期に子供たちに健康な環境を与えて社会悪から彼らを守るというこの急迫した課題解決のため、当時の神奈川県横浜市体育課が「子供の遊び場」設置運動を行なった。この「子供の遊び場」は、地域の有志によって編成された「子供の遊び場管理委員会」によって運営され、遊び場の利用については体育指導員（現在の健民指導員）の協力によって指導された。各地に「健民会」が誕生し、その後各地の「健民会」を組織して誕生したのが健民少年団である。

## 日本健民少年団連合
日本各地で活動している健民少年団が加盟する。全国大会を主催。

### 全国交歓大会
年1回、日本健民少年団連合に加盟する都市団が集まり、相互の交流や健民少年団活動の振興を目的として開催される
（回：開催日程：主管都市：宿泊場所：参加人数を記載）
| 回     | 開催日程              | 主管都市                                        | 宿泊場所                     | 参加人数、その他                     |  |
| ------ | --------------------- | ----------------------------------------------- | ---------------------------- | ------------------------------------ |  |
| 第1回  | 1954年3月27日～29日   | 神奈川県横浜市                                  | 横浜フライヤージム。         | 新潟～宮崎までの25都市445名参加。    |  |
| 第2回  | 1955年3月27日～29日   | 神奈川県横浜市                                  | 總持寺                       | 33都市710名参加。                    |  |
| 第3回  | 1958年3月             | 神奈川県横浜市                                  | 神奈川県横浜市               | 70都市余の参加。                     |  |
| 第4回  | 1959年3月30日～4月4日 | 神奈川県横浜市                                  | 神奈川県横浜市               |                                      |  |
| 第5回  | 1960年3月28日～30日   | 兵庫県神戸市                                    | 六甲山・摩耶山               | 函館市～八幡市までの23都市参加。     |  |
| 第6回  | 1961年3月28日～30日   | 愛知県豊橋市                                    | 愛知県豊橋市                 |                                      |  |
| 第7回  | 1962年8月5日～8日     | 神奈川県横浜市                                  | 箱根小脇園                   | 団創立10周年記念。23都市1250名参加。 |  |
| 第8回  | 1963年8月6日～9日     | 埼玉県川口市                                    | 埼玉県川口市                 |                                      |  |
| 第9回  | 1964年8月26日～28日   | 神奈川県横浜市                                  | 御殿場国立中央青年の家       |                                      |  |
| 第10回 | 1965年8月10日～12日   | 新潟県蒲原郡弥彦村                              | 新潟県蒲原郡弥彦村           | 21都市550名参加。                    |  |
| 第11回 | 1966年8月4日～6日     | 山形県山形市 宮城県仙台市                       | 蔵王と仙台が会場。           |                                      |  |
| 第12回 | 1967年8月3日～8日     | 北海道函館市                                    | 恵山牧場                     |                                      |  |
| 第13回 | 1968年8月5日～8日     | 兵庫県神戸市・西宮市・芦屋市 大阪府守口市・堺市 | 大阪市青少年野外活動センター |                                      |  |
| 第14回 | 1969年8月6日～8日     | 滋賀県彦根市                                    | 滋賀県彦根市                 |                                      |  |
| 第15回 | 1970年8月9日～11日    | 神奈川県横浜市                                  | 神奈川県横浜市               | 14都市550名参加。                    |  |
| 第16回 | 1971年8月7日～9日     | 埼玉県川口市                                    | 埼玉県川口市                 |                                      |  |
| 第17回 | 1972年8月2日～4日     | 愛知県豊橋市                                    | 愛知県豊橋市                 |                                      |  |
| 第18回 | 1973年8月3日～5日     | 神奈川県横浜市・小田原市                        | 三浦臨海センター             |                                      |  |
| 第19回 | 1974年8月2日～4日     | 新潟県新発田市                                  |                              |                                      |  |
| 第20回 | 1975年8月8日～10日    | 宮城県仙台市                                    | 宮城県松島野外活動センター   |                                      |  |
| 第21回 | 1976年7月29日～8月1日 | 岐阜県大垣市                                    | 北公園グランド               |                                      |  |
| 第22回 | 1977年8月6日～8日     | 大阪府堺市・守口市                              | 府立青少年海洋センター       | 16都市500名参加。                    |  |
| 第23回 | 1978年8月5日～7日     | 新潟県新潟市                                    | 佐渡島                       | 15都市500名参加。                    |  |
| 第24回 | 1979年7月28日～31日   | 神奈川県藤沢市・小田原市                        | 神奈川県藤沢市・小田原市     |                                      |  |
| 第25回 | 1980年8月2日～4日     | 神奈川県横浜市                                  | 民泊                         | 横浜市健民少年団30周年記念大会。     |  |
| 第26回 | 1981年8月7日～9日     | 埼玉県川口市                                    | 埼玉県川口市                 |                                      |  |
| 第27回 | 1982年7月31日～8月2日 | 新潟県村上市                                    | 新潟県村上市                 | 15都市400名参加。                    |  |
| 第28回 | 1983年8月6日～8日     | 愛知県豊橋市                                    | 愛知県豊橋市                 |                                      |  |
| 第29回 | 1984年8月3日～5日     | 滋賀県彦根市                                    | 市多目的広場                 | 約720名参加。                        |  |
| 第30回 | 1985年7月26日～28日   | 岐阜県大垣市                                    | 岐阜県大垣市                 |                                      |  |
| 第31回 | 1986年8月2日～4日     | 新潟県新発田市                                  | 新潟県新発田市               |                                      |  |
| 第32回 | 1987年8月8日～10日    | 大阪府守口市                                    | 大阪府守口市                 |                                      |  |
| 第33回 | 1988年8月6日～8日     | 新潟県新潟市                                    | 新潟県新潟市                 |                                      |  |
| 第34回 | 1989年7月28日～30日   | 神奈川県横浜市                                  | 三ツ沢・大池                 |                                      |  |
| 第35回 | 1990年8月3日～4日     | 埼玉県川口市                                    | 埼玉県川口市                 |                                      |  |
| 第36回 | 1991年8月3日～5日     | 新潟県村上市                                    | 新潟県村上市                 |                                      |  |
| 第37回 | 1992年8月7日～9日     | 愛知県豊橋市                                    | 愛知県豊橋市                 |                                      |  |
| 第38回 | 1993年8月7日～9日     | 新潟県新発田市                                  | 新潟県新発田市               |                                      |  |
| 第39回 | 1994年8月23日～25日   | 大阪府守口市 滋賀県彦根市                       | 大阪府守口市 滋賀県彦根市    |                                      |  |
| 第40回 | 1995年8月3日～6日     | 岐阜県大垣市                                    | 岐阜県大垣市                 |                                      |  |
| 第41回 | 1996年7月27日～29日   | 神奈川県小田原市                                | 神奈川県小田原市             |                                      |  |
| 第42回 | 1998年8月21日～23日   | 新潟県新潟市                                    | 新潟県新潟市                 |                                      |  |
| 第43回 | 1999年7月30日～8月1日 | 神奈川県横浜市                                  | 神奈川県横浜市               |                                      |  |
| 第44回 | 2000年8月4日～6日     | 愛知県安城市                                    | 愛知県安城市                 |                                      |  |
| 第45回 | 2001年8月3日～5日     | 新潟県村上市                                    | 新潟県村上市                 | 10都市300名参加。                    |  |
| 第46回 | 2002年8月9日～11日    | 滋賀県彦根市                                    | 滋賀県彦根市                 |                                      |  |
| 第47回 | 2003年8月1日～3日     | 新潟県新発田市                                  | 新潟県新発田市               |                                      |  |
| 第48回 | 2004年8月6日～8日     | 愛知県豊橋市                                    | 愛知県豊橋市                 |                                      |  |
| 第49回 | 2005年8月4日～7日     | 岐阜県大垣市                                    | 岐阜県大垣市                 |                                      |  |
| 第50回 | 2006年7月28日～30日   | 神奈川県横浜市                                  | 三浦ふれあいの村             |                                      |  |
| 第51回 | 2007年7月27日～29日   | 大阪府守口市                                    | 大阪府守口市                 |                                      |  |
| 第52回 | 2008年7月25日～27日   | 神奈川県小田原市                                | 神奈川県小田原市             |                                      |  |

## 各地の健民少年団
発祥当時は日本各地に健民少年団が存在したが、現在活動しているのは以下の11都市団である。
- 安城市健民少年団[1](2024年活動終了)
- 大垣市健民少年団[2]
- 小田原市健民少年団[3]
- 新発田市健民少年団[4] - 新潟県新発田市で活動。
- 豊橋市健民少年団[5]
- 秦野カヌー少年団[6]
- 彦根市健民少年団[7]
- 村上市健民少年団[8]
- 守口市少年団[9]
- 横浜市健民少年団[10] - 神奈川県横浜市を活動拠点とする組織。健民少年団発祥の団。

### 横浜市健民少年団

#### 沿革
- 1950年（昭和25年） - 磯子町室の木に最初の子供の遊び場が開設される
- 1952年（昭和27年） - 第1回健民少年訓練会(金沢公民館)開催。約100名が参加。7月に都市交歓会(新潟県柏崎市へ出向)を行なう
- 1953年（昭和28年） - 横浜市健民少年団正式に発足。3月27日を健民少年団記念日と定める
- 1954年（昭和29年）1月25日 - 第1回新春大会を横浜フライヤージムで開催。
  - 3月27日～29日 - 第1回全国都市健民少年交歓大会を横浜フライヤージムで開催。新潟～宮崎までの25都市445名参加。大会会長は当時の横浜市長の平沼亮三。
- 1962年（昭和37年）8月5日～8日 - 第7回全国大会を箱根小脇園にて開催。団創立10周年記念。23都市1250名参加。
- 1966年（昭和41年）11月6日 - 第1回健少オリンピックを三ツ沢競技場サブトラックにて開催。
- 1980年（昭和55年）8月2日～4日 - 第25回全国大会を横浜で開催。団員は民泊。横浜市健民少年団30周年記念大会
- 1989年（平成元年）7月28日～30日 - 第34回全国大会を横浜で開催。参加者多数のため2つの施設に分かれて宿泊。横浜市政100周年記念、横浜博覧会の見学などを行なう。
- 1999年（平成11年）7月30日～8月1日 - 第43回全国大会を横浜で開催。
- 2000年（平成12年）12月19日 - 団創立50周年記念行事を行なう。
- 2006年（平成18年）7月28日～30日 - 第50回全国大会を横浜で開催。三浦ふれあいの村へ宿泊。

#### 構成
年齢によって以下に分類される。
- 隊員 - 小学校1年生～18歳未満。
- 指導員 - 18歳以上。

#### 組織
- 団員 - 横浜市健民少年団に登録済みの隊員、指導員。
- 管区 - 横浜市の行政区を単位とした呼び方。現在存在している管区は、神奈川管区（神奈川区）、西管区（西区）、中管区（中区）、旭管区（旭区）の4管区。
- 隊 - 町内を単位とした活動の最小単位。団員は必ず隊に所属する。

#### 活動
- キャンプやスキーなどの野外活動の他に、地域への奉仕活動（ボランティア）活動も行なっている。
- 他都市の健民少年団と都市交歓会という交流活動も行なう。

#### 綱領
健民活動の基本となるもので、横浜市健民少年団では4つの綱領がある。
- 強い身体をつくります
- 自然を愛します
- 独立心を養います
- 良い社会を作ります

#### 敬礼
綱領が4項目あることから、4本指（人差し指、中指、薬指、小指）を伸ばし、親指を曲げた形で敬礼を行なう。

#### 団服・団帽
- 横浜市健民少年団には定められた団服、団帽、チーフ（ネッカチーフ）が存在する。
- 団服、団帽は団員共通だが、チーフは隊員が黄色、指導員は紺色のものを着用する。